# شارفاكا
شارفاكا (بالسنسكريتية: चार्वाक)‏ هي المدرسة القديمة للفلسفة المادية الهندية. تعتبر مدرسة شارفاكا كل من الإدراك المباشر والتجريبية والاستنباط الشرطي كإحدى المصادر المناسبة من أجل اكتساب المعرفة، وهي تتبنى الشكوكية الفلسفية وترفض الفيدا والديانة الفيدية ومذهب ما وراء الطبيعة.

## اقرأ أيضاً
- مادية